# Academia Jurídico Militar del Ejército Rojo
La Academia Jurídico Militar del Ejército Rojo, luego Academia Jurídico Militar del Ejército Soviético (ruso: Военно-юридическая академия Красной Армии (Военно-юридическая академия Совеской Армии)), funcionó entre el 5 de noviembre de 1939 y el 18 de mayo de 1956. Se formó en base al Departamento de Leyes Militares de la Academia de Leyes de Toda-La-Unión.
Después se transformó en el Departamento de Ley Militar de la Academia Político-Militar, que fue la base a su vez para la formación de la Universidad Militar del Ministerio de Defensa de la Federación Rusa.